# 부르스터스

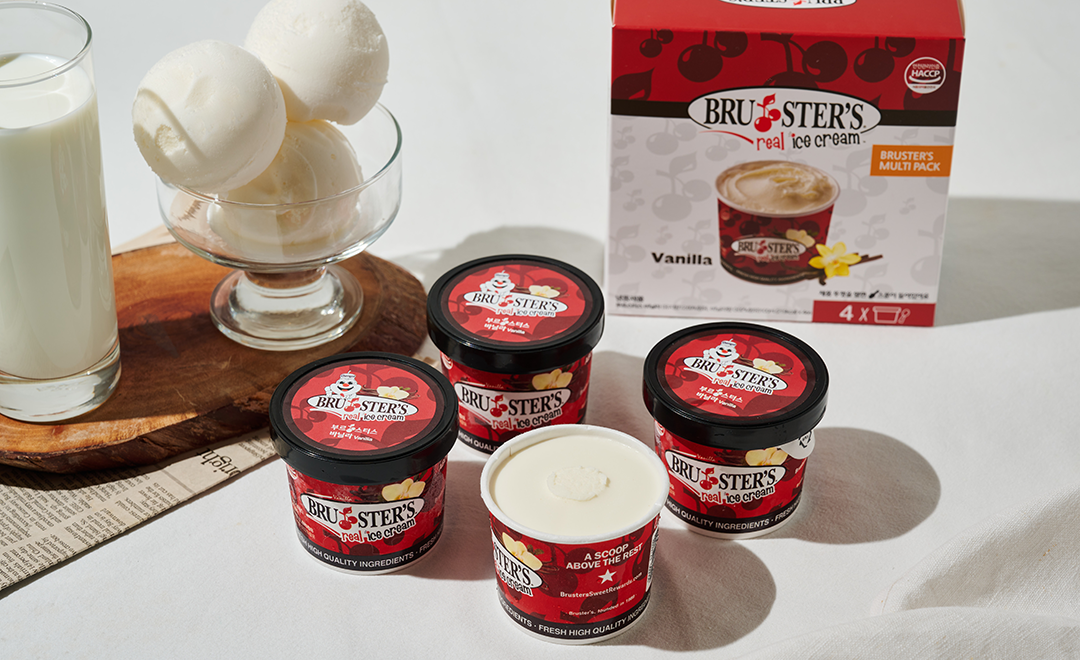
부르스터스 국내 출시된 미니컵

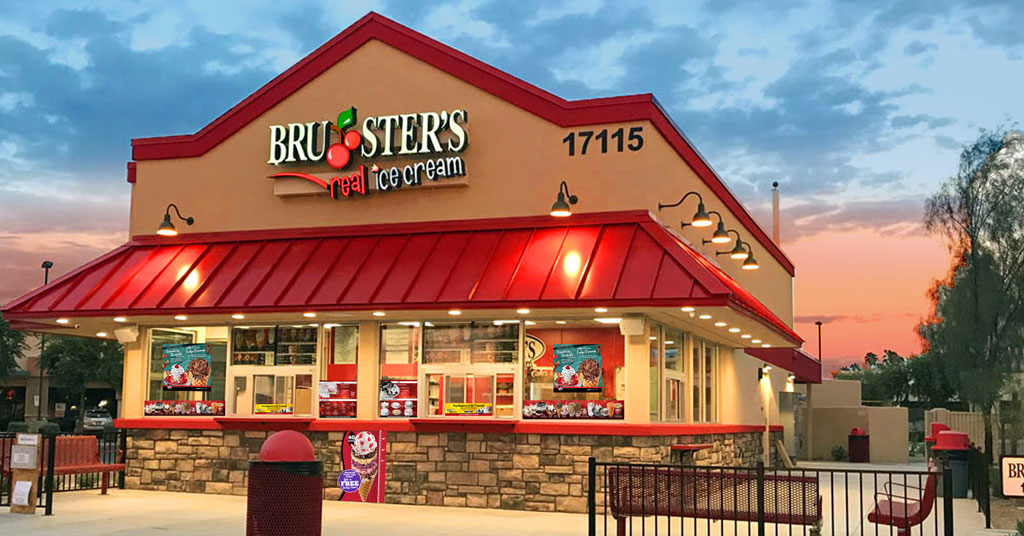
부르스터스 현지 매장

부르스터스(Bruster's)는 1989년 미국 펜실베이니아주 피츠버그 인근의 브리지워터에서 브루스 리드(Bruce Reed) 회장이 직접 개발하여, 1993년부터 본격적인 브랜드 사업을 시작한 프리미엄 아이스크림 브랜드이다. 미국 포함 글로벌 프랜차이즈 370여개 매장을 운영하고 있으며 미국 내에서 풍부한 맛과 크리미한 식감을 잘 살린 프리미엄 아이스크림으로 인지도가 높다.

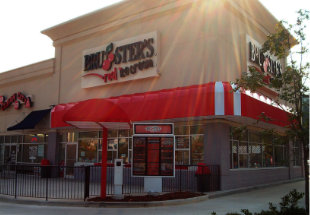
부르스터스 미국 매장

다양한 맛의 아이스크림, 셔벳이 대표 메뉴이며 진한 유제품 함량과 풍부한 맛의 아이스크림 브랜드이다. 아시아에서는 한국이 최초로 브랜드 계약을 체결해 (주)삼조에스피피가 브랜드를 유통하고 있다.

## 국내 유통
국내에서는 쿠팡, 네이버, 마켓컬리, 등 온라인 채널과 이마트, 등 오프라인 매장에서 유통되고 있으며 한국에서 판매되는 제품은 전량 미국 펜실베이니아에서 원유를 직접 수입해 경기도 광주 자체 공장에서 제조해 판매한다. 

## 인지도 및 수상 내역
1. 미국 내 2022년 창업하고 싶은 최고 브랜드 선정 (출처 : http://www.franchisegator.com)
2. 소비자가 선정한 미국 최고 브랜드 매장 2017 - 2021 TOP 10  (출처 : http://franchisesamerica.com)
3. Gator's Top Franchise 에서 선정한 미국 프랜차이즈 23위 (출처 : http://thefranchisemall.com)